# NGC 2390
NGC 2390 é uma estrela na direção da constelação de Gemini. O objeto foi descoberto pelo astrônomo Robert Ball em 1866, usando um telescópio refletor com abertura de 72 polegadas. 